# Ischnodemus lobatus
Ischnodemus lobatus är en insektsart som beskrevs av Van Duzee 1909. Ischnodemus lobatus ingår i släktet Ischnodemus och familjen Blissidae. Inga underarter finns listade i Catalogue of Life.